# Баришево (Новосибірська область)
Баришево (рос. Барышево) — село у Новосибірському районі Новосибірської області Російської Федерації.
Входить до складу муніципального утворення Баришевська сільрада. Населення становить 5195 осіб (2010).

## Історія
Згідно із законом від 2 червня 2004 року органом місцевого самоврядування є Баришевська сільрада.

## Населення
| 1979 | 2002  | 2007  | 2010  |
| ---- | ----- | ----- | ----- |
| 6810 | ↘5089 | ↗5434 | ↘5195 |